# 進化音韻論
進化音韻論(しんかおんいんろん、Evolutionary phonology)とは、音韻論と歴史言語学へのアプローチであり、親言語から受け継がれていないとしても、周期的に観察される共時的な音のパターンは音変化の反復の結果であり、まれなパターンはまれな音変化または独立した音変化の組み合わせの所産であるという発想に基づいている。